# BLØF
I BLØF sono un gruppo pop olandese, proveniente dalla provincia della Zelanda e si è formato nel 1992.
Il gruppo è attualmente composto da Paskal Jakobsen, Peter Slager, Bas Kennis e Norman Bonink. In passato ne facevano parte anche Henk Tjoonk e Chris Götte.
Ha raggiunto una elevata popolarità nei Paesi Bassi ed ha raggiunto più volte la hit nelle classifiche nazionali.
Hanno suonato anche con i Counting Crows nella canzone Holiday in Spain, di gran successo nei Paesi Bassi e Belgio.
Per le etichetta EMI e Capitol hanno pubblicato numerosi album e singoli.

## Discografia

### Album
- 1995 - Naakt Onder De Hemel
- 1997 - Helder
- 1999 - Boven
- 2000 - Watermakers'
- 2002 - Blauwe Ruis
- 2003 - Omarm
- 2006 - Umoja
- 2008 - Oktober
- 2009 - April
- 2011 - Alles Blijft Anders

### Raccolte
- 2005 - Het Eind Van Het Begin
- 2007 - Platinum

### Live
- 1998 - XXL Live Met Het Zeeuwse Orkest
- 2001 - Oog in Oog: Live in Ahoy
- 2004 - Live 2004
- 2006 - XXS
- 2007 - Een Manier Om Thuis Te Komen: Umoja Live
- 2009 - XXS 2

### Singoli
- 1998 - Liefs uit Londen
- 1998 - Aan de kust
- 1998 - Wat zou je doen
- 1999 - Harder dan ik hebben kan
- 1999 - Niets dan dit
- 1999 - Zaterdag
- 1999 - Eén dag op de grens
- 2000 - Dansen aan zee
- 2000 - Hier
- 2001 - Ze is er niet
- 2001 - Dichterbij dan ooit
- 2002 - Blauwe ruis
- 2002 - Mooie dag
- 2002 - Meer van jou
- 2003 - Omarm
- 2003 - Misschien niet de eeuwigheid
- 2004 - Barcelona
- 2004 - Hart tegen hart
- 2004 - Holiday in Spain (con i Counting Crows)
- 2004 - Opstand
- 2005 - Dat wij dat zijn
- 2006 - Aanzoek zonder ringen
- 2006 - Hemingway
- 2006 - Mens
- 2006 - Een manier om thuis te komen
- 2007 - Donker hart
- 2007 - Alles is liefde
- 2008 - Oktober
- 2008 - Vallende engel
- 2009 - Vandaag
- 2009 - Midzomernacht